# 나가타니촌 (효고현)
나가타니촌(長谷村)은 효고현 사요군에 설치되었던 촌이다. 현재의 사요정에 해당한다.

## 역사
- 1889년 4월 1일 - 정촌제 시행에 의해 사요군 나가타니촌이 성립하였다.
- 1896년 4월 1일 - 효고현 사요군에 편입하였다.
- 1955년 3월 1일 - 구 사요정, 히라후쿠정, 나가타니촌, 에가와촌과 합병해 새롭게 사요정이 되었기 때문에 소멸하였다.